# Trận Balaclava
Trận Balaclava, còn viết như Trận Balaklava, là một trận chiến trong cuộc Chiến tranh Krym, là một trận đánh bất phân thắng bại giữa liên quân Anh - Pháp - Ottoman với quân Nga, với kết quả là quân Nga chiếm được tuyến đường Worontzow và cao điểm Causeway nhưng liên quân giữ được phòng tuyến và căn cứ trên biển của mình. Đây là trận đánh gây chú ý nhất trong cuộc Chiến tranh Krym, với thiệt hại nặng nề cho cả hai bên. Trận đánh nổ ra vào ngày 25 tháng 10 năm 1855, như một phần của chiến dịch tấn công cảng và pháo đài Sevastopol, căn cứ hải quân trọng yếu của Đế quốc Nga trên biển Hắc Hải, của quân Đồng minh Anh - Pháp - Ottoman. Trận đánh này nối tiếp thắng lợi quyết định của liên quân trong trận Alma - nơi Đại tướng A. S. Menshikov dàn quân Nga đánh chặn cuộc nam tiến của liên quân nhằm đạt mục tiêu chiến lược của mình. Thấy liên quân chỉ truy đuổi yếu ớt sau chiến thắng Alma của họ, quân Nga liền tập kết, phục hồi và khẩn trương bố phòng.
Quân Đồng minh quyết định chưa vội tấn công Sevastopol và chuẩn bị một cuộc vây hãm lâu dài. Quân Anh, dưới sự chỉ huy của Thống chế Huân tước Raglan, và quân Pháp, dưới quyền Thống chế Canrobert, đóng cứ cho tới hướng Nam của cảng trên Bán đảo Chersonese: Quân đội Pháp nắm giữ Kamiesh trên bơ biển phía Tây trong khi Quân đội Anh kéo tới cảng hướng Nam của Balaclava. Tuy nhiên, vị trí này khiến cho người Anh phải gánh nặng việc phòng vệ cho cánh phải của quân Đồng minh trong các chiến dịch vây hãm - mà Huân tước Raglan lại không có đủ quân. Thừa cơ, Đại tướng Pavel Liprandi quyết định đem chừng 25 nghìn quân Nga tiến công hàng phòng thủ của liên quân ở và vòng quanh Balaclava, với hy vọng cắt bỏ đương tiếp tế giữa căn cứ của quân Anh và các tuyến vây hãm của họ. Trận đánh mở đầu với cuộc tấn công của lực lượng Bộ binh và Pháo binh Nga vào các trận địa pháo của quân Thổ Ottoman - tuyến phòng thủ đầu tiên của Balaclava. Quân Ottoman ban đầu kháng cự, nhưng gặp bất lợi và phải rút lui. Một khi các trận địa pháo (gọi là cao điểm Causeway) thất thủ, quân Kỵ binh Nga giao tranh với tuyến phòng ngự của quân Ottoman và Trung đoàn Sơn cước số 93 của người Scotland trong cái được gọi là 'Tuyến đỏ gầy gò' bất hủ trong quân sử Anh Quốc. Dưới sự chỉ huy của Ngài Colin Campbell, họ bẻ gãy cuộc tiến công của quân Nga, gây hỗn loạn cho địch thủ. Trong khi ấy, Đại tướng J. Y. Scarlett của Anh đã dụ được quân Nga và cạm bẫy, và Lữ đoàn Kỵ binh nặng dưới quyền ông đập tan phần lớn cuộc tấn công của Kỵ binh Nga, buộc quân Nga phải lui về phòng thủ. Quân Kỵ binh Anh chịu tổn thất nhẹ nhàng trong khi quân Nga thì ngược lại. Chiến tích của Trung đoàn Sơn cước đã củng cố thanh danh của họ, trong khi thắng lợi của cuộc tiến công của Lữ đoàn Kỵ binh nặng càng đưa liên quân gần sắt toàn thắng. Đại thắng của Trung đoàn số 93 dưới quyền ông đã khiến cho Ngài Campbell đã trở thành người hùng Anh Quốc sau trận chiến.
Tuy nhiên, cuộc tiến công cuối cùng của liên quân, do sự hiểu sai mệnh lệnh từ Huân tước Ragland, dẫn tới một trong những sự kiện thảm khốc và nổi bật nhất trong suốt bề dày lịch sử quân sự Anh - Cuộc tấn công của Lữ đoàn Kỵ binh nhẹ. Thảm họa này trở thành nỗi ám ảnh cho người Anh trong chiến tranh Krym, cho dù những người lính sống sót của Lữ đoàn đã cận chiến và tàn sát quân Nga. Khi ấy, Trung đoàn Chasseurs d'Afrique của Pháp và Lữ đoàn Kỵ binh nặng của Anh cũng cứu viện và Lữ đoàn Kỵ binh nhẹ trở về an toàn. Nhìn chung, sự kháng trả quyết liệt của quân Anh với sự hỗ trợ của các đồng minh trong trận Balaclava đã đập tan kế hoạch của quân Nga trong việc cắt họ khỏi khả năng vây khốn Sevastopol. Đồng thời, đây trở thành một trận đánh tiêu biểu của quân Kỵ binh Anh. Sau trận này, quân Nga không thể nào chiếm lại được Balaclava. Thậm chí một số tư liệu coi đây là một chiến thắng vẻ vang và quan trọng của quân Anh nói riêng và liên quân Anh - Pháp nói chung trong cuộc chiến tranh Krym, hoặc có sách coi đây là một thắng lợi lớn nhưng đắt giá của quân Anh. Tạm thời, họ đã cắt được tuyến đường duy nhất giữa quân Anh và hậu phương, cho dù nhiều người vẫn coi trận tấn công này là một sai lầm của Bộ Tư lệnh Nga. Họ cũng được tăng viện sau Balaclava, và sẽ còn tấn công liên quân trong trận Inkerman không lâu sau đó.